# 난쟁이살찐꼬리뛰는쥐
난쟁이살찐꼬리뛰는쥐 또는 난쟁이살찐꼬리저보아(Pygeretmus pumilio)는 뛰는쥐과에 속하는 설치류의 일종이다. 중국과 이란, 카자흐스탄, 몽골 그리고 러시아에서 발견된다.